# ハウスのふたり
「ハウスのふたり」（英語: HOUSE）は、日本のロックバンド・ゴダイゴの日本版4作目のシングル。

## 概要
- 前作「シンフォニカ」から1か月ぶりにして、アルバム『「ハウス」オリジナル・サウンドトラック』からの先行シングル。
- 「いろはの"い"」以来2作ぶりにタケカワユキヒデが不参加となっている。
- 今作は映画『HOUSE ハウス』の劇伴に起用された。なお、表題曲のみインストゥルメンタルではなく歌いものであるがボーカルは日本コロムビアの意向によりタケカワではなく成田賢が務めている。

## 収録曲
1. ハウスのふたり-ハウス愛のテーマ [5:36]
作詞：橋本淳
作曲：小林亜星
編曲：ミッキー吉野
ミッキーがハリウッド映画を意識して制作した楽曲。
2. ハウス-ハウスのテーマ [3:50]
作曲：小林亜星
編曲：ミッキー吉野
インストゥルメンタルで、浅野良治が最後に参加した楽曲。

## 参加ミュージシャン
ゴダイゴ
- ミッキー吉野：Keyboards
- スティーヴ・フォックス：Bass (#2)
- 浅野孝已：Guitars (#2)
- 浅野良治：Drums (#2)

サポートミュージシャン
- 成田賢：Vocal (#1)
- 高水健司：Bass (#1)
- 直居隆雄：Guitars (#1)
- 村上"ポンタ"秀一：Drums (#1)

## タイアップ
- 東宝配給映画『HOUSE ハウス』劇伴 (#1,2)

## 収録アルバム
- 「ハウス」オリジナル・サウンドトラック (#1,2)